# Thanatus indicus
Thanatus indicus är en spindelart som beskrevs av Simon 1885. Thanatus indicus ingår i släktet Thanatus och familjen snabblöparspindlar. Inga underarter finns listade i Catalogue of Life.